# ミズトラノオ
ミズトラノオ（水虎の尾、学名：Pogostemon yatabeanus）は、シソ科ミズトラノオ属の多年生植物である。別名、ムラサキミズトラノオ。

## 分布
日本、韓国、中国に分布。湿地や休耕田などに生育する湿生植物である。

## 形態、生態

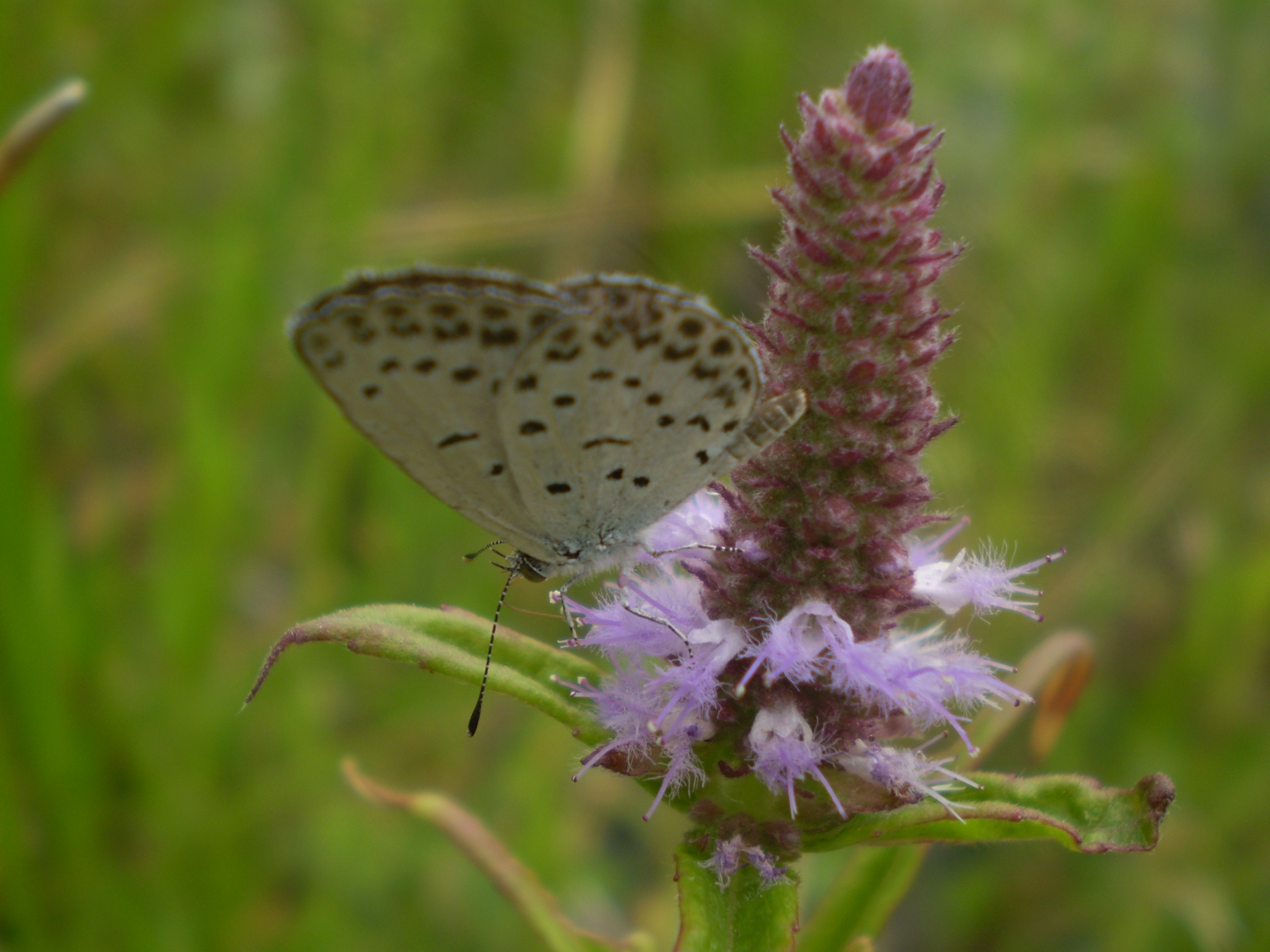
ミズトラノオの蜜を吸うヤマトシジミ

匍匐する地下茎から茎が直立し、高さは最大50cmになる。枝分かれはほとんどない。葉は先端が尖る線形葉で、3-4輪生する。葉の長さは3-7cm、幅2-5mm。
花期は8-10月。茎の先端に直径1cmほどの穂状花序をつけ、下の花から順に開花する。花弁は淡い紫色。雄しべは4本で花から突き出しており、長い毛が密生している。

## 保全状況評価
絶滅危惧II類 (VU)（環境省レッドリスト）
（2012年環境省レッドリスト）

## 類似種
同属のミズネコノオと類似するが、ミズネコノオは地下茎を持たない。またミズトラノオは多年草であるが、ミズネコノオは一年草である。そのほか、花色が淡い白色である点や、葉が4-6輪生であるなどといった点がミズトラノオと異なる。

## 利用
アクアリウムで用いられることがある。流通名はグリーンオランダプラント。